# 고창고인돌박물관
고창고인돌박물관은 전북특별자치도 고창군 소재의 박물관이다.

## 연혁
- 2008. 09. 25. 고창고인돌박물관 개관

## 관람 안내
관람 시간
- 3월 ~ 10월: 오전 9시 ~ 오후 6시
- 11월 ~ 이듬해 2월: 오전 9시 ~ 오후 5시
- 입장 가능 시간: 오전 9시 ~ 폐관 1시간 전

휴관일
- 매년 1월 1일
- 매주 월요일
- 기타 고창군수가 정하는 휴관일